# استون اکسیم
استون اکسیم (استوکسیم)(به انگلیسی: Acetone oxime) یک ترکیب آلی با فرمول شیمیایی (CH3)2CNOH است این ماده ساده‌ترین مثال از گروه کتوکسیم‌ها هست این ماده به صورت جامد کریستالی سفید است که در آب، اتانول، اتر و کلروفرم محلول است و از آن به عنوان یک واکنشگر در سنتز ترکیبات آلی استفاده می‌شود . 
استون اکسیم (استوکسیم) برای اولین بار در سال ۱۸۸۲ توسط شیمیدان آلمانی ویکتور میر و دانش آموز سوئیسی اش آلوئیس جانی تهیه و نامگذاری شد. 

## آماده سازی
استون اکسیم با تراکم استون و هیدروکسیل‌آمین در حضور HCl سنتز می‌شود: 
(CH3)2CO + H2NOH → (CH3)2CNOH + H2O
این ماده همچنین در اثر آموکسایش استون در حضور پراکسید هیدروژن نیز ایجاد می‌شود.

## کاربردها
استون اکسیم یک پیشگیری کننده عالی در برابر خوردگی (دی‌اکسیدان) با سمیت کمتر و پایداری بیشتر در مقایسه با ماده متداول هیدرازین است. همچنین در تشخیص کتون‌ها ، کبالت و نیز در سنتز ترکیبات آلی مفید است.